# Гагенмейстер Володимир Миколайович
Володи́мир Микола́йович Гагенме́йстер гербу Гаген (* 30 червня 1887, Виборг — † 20 січня 1938) — український живописець, графік, ілюстратор, педагог, мистецтвознавець та видавець.

## Життєпис
Народився як Карл-Ріхард Гагенместер у дворянській родині військового урядовця Едуарда-Яна Гагенмейстера. Родина належала до відомого роду Гагенмейстерів і належала до гербу Гаген. В 1892 батько перейшов у православ'я й був наречений Миколою, а його чотирьохрічний син — Володимиром.
Навчався в Псковській гімназії, а далі перейшов до Сергіївського реального училища, яке закінчив в 1904 р. Продовжив навчання в Училищі технічного рисування О. Штігліца в Петербурзі, яке закінчив у 1913 році зі званням художника з ужиткового мистецтва та з правом на відрядження за кордон. Працював викладачем у Псковській художньо-промисловій школі. 1911 року оформив роботу «Супутник по давньому Пскову» краєзнавця Миколи Окулича-Казаріна.
У 1916—1933 роках (з перервами) завідував Кам'янець-Подільською художньо-промисловою школою (з 1931 перейменована в склофарфоровий технікум).
З 1929 року брав участь у виставках.
1933 року усунений з директорства, його художня школа розгромлена — «за надмірну популяризацію українського мистецтва».
Також викладав у місцевому університеті, згодом у Харківському поліграфічному інституті, з 1936 року очолював центр експериментальної художньої майстерні в Києві при ДМУОМ.

### Арешт і загибель
Уночі на 12 грудня 1937 заарештований, 20 січня 1938 року розстріляний у підвалах Жовтневого палацу.

## Творчість та вшанування
Створив:

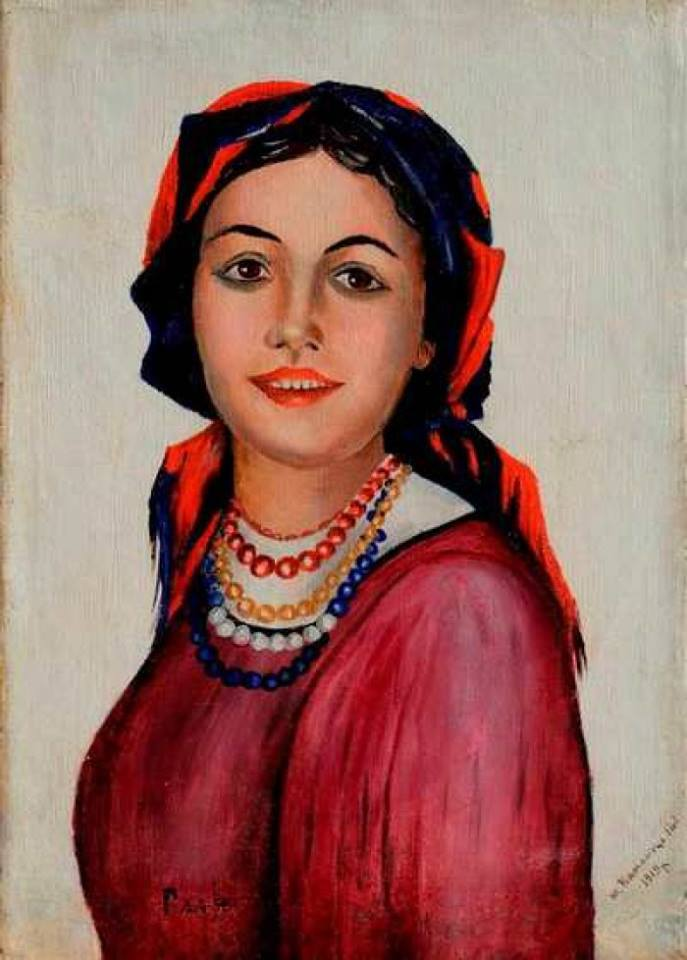
Портрет дружини Нестора Махна Галини Кузьменко, 1919

- серії літографій архітектурних пам'яток Поділля,
- портрети Устима Кармелюка й Тараса Шевченка,
- альбом «Старий Кам'янець-Подільський»,
- праці «Стінні розписи на Поділлі», «Гончар Бацуца». 1927 p. У бібліотеці музею народного мистецтва при Лаврі.
- «Настінні паперові прикраси Кам'янеччини».  У бібліотеці музею народного мистецтва при Лаврі.
- «Селянські настінні розписи Кам'янеччини…»,
- «Гутне скло».  Знаходиться в інституті будівельного виробництва у дворі Лаври.
- «Графіка подільських метрик»
- «Кахлі: Україна, Росія, Польща».  1927 p.
- «Тульщина. Село Орлівка. Вишивки низзю.»
- «Зразки народного мистецтва на Поділлі»
- Вишла друком робота «Гутне скло Поділля», Кам'янець-Подільський, 1931.
- ВІН також ілюстрував та оформлював книги інших авторів, як, наприклад, Свідзінського «Толтры Західного Поділля», Юхима СІЦІНСЬКОГО «Кам'янецький культурно-історичний заповідник: Кам'янецька фортеця»
- був автором подільських гривень 1919 p., і ті гроші були в обігу. Були випущені купюри номіналом 2 грн., 6 грн., 10 грн. і 20 грн

Серед учнів — Василь Артеменко.
Станом на 21 сторіччя у Кам'янці-Подільському діє художньо-промислова школа імені Гагенмейстера.